# Helicomyces roseus
Helicomyces roseus är en svampart som beskrevs av Link 1809. Helicomyces roseus ingår i släktet Helicomyces och familjen Tubeufiaceae.   Inga underarter finns listade i Catalogue of Life.